# Ciobanesc Romanesc de Bucovina
De Ciobanesc Romanesc de Bucovina (Roemeens: Ciobănesc românesc de Bucovina) is een hondenras afkomstig uit de regio Boekovina in het noorden van Roemenië. Hij wordt in Roemenië voornamelijk gebruikt als herdershond en als waakhond.
Een volwassen teef heeft een schofthoogte van ongeveer 64-72 centimeter en een gewicht van 32-41 kg, een volwassen reu heeft een schofthoogte van ongeveer 68-78 centimeter en een gewicht van 40 tot 70 kg.
Affenpinscher ·
Aidi ·
Anatolische herder ·
Appenzeller sennenhond ·
Argentijnse dog ·
Berner sennenhond ·
Bordeauxdog ·
Boxer ·
Broholmer ·
Bullmastiff ·
Ca de Bou ·
Cane corso ·
Cão da Serra da Estrela ·
Cão de Castro Laboreiro ·
Centraal-Aziatische owcharka ·
Cimarrón Uruguayo ·
Ciobanesc Romanesc de Bucovina ·
Deens-Zweedse boerderijhond ·
Dobermann ·
Dogo Canario ·
Duitse dog ·
Duitse pinscher ·
Dwergpinscher ·
Dwergschnauzer ·
Engelse buldog ·
Entlebucher sennenhond ·
Fila brasileiro ·
Grote Zwitserse sennenhond ·
Hollandse smoushond ·
Hovawart ·
Kaukasische owcharka ·
Kraški ovčar ·
Landseer ECT ·
Leonberger ·
Mastiff ·
Mastín del Pirineo ·
Mastín español ·
Mastino napoletano ·
Middenslagschnauzer ·
Newfoundlander ·
Oostenrijkse pinscher ·
Pyrenese berghond ·
Rafeiro do Alentejo ·
Riesenschnauzer ·
Rottweiler ·
Šarplaninac ·
Shar-pei ·
Sint-bernard ·
Tibetaanse mastiff ·
Tornjak ·
Tosa ·
Zwarte Russische terriër